# La Rouxière

Localització de La Rouxière

La Rouxière (en bretó Kerrouz) és un municipi francès, situat a la regió de país del Loira, al departament de Loira Atlàntic, que històricament va formar part de la Bretanya. L'any 2006 tenia 905 habitants. Limita amb Maumusson, La Roche-Blanche, Saint-Herblon i Belligné.

## Demografia
| 1962                                       | 1968 | 1975 | 1982 | 1990 | 1999 |
| ------------------------------------------ | ---- | ---- | ---- | ---- | ---- |
| 947                                        | 967  | 840  | 804  | 773  | 876  |
| Des de 1962: població sense dobles comptes |      |      |      |      |      |

## Administració
| Període   | Identitat               | Partit |
| --------- | ----------------------- | ------ |
| 2001-2008 | Marie-Thérèse Perroteau |        |
| 2008-     | Alain Brunelle          |        |